# Parco della Murgia Materana
Il parco archeologico storico naturale delle Chiese rupestri del Materano, chiamato anche parco della Murgia Materana, è un'area naturale protetta della Basilicata istituita con la legge regionale n. 11 del 3 aprile 1990. Dal 2007 la definizione "Sassi di Matera" nella lista dei patrimoni dell'umanità dell'UNESCO è stata ampliata comprendendo "I Sassi ed il Parco delle Chiese rupestri di Matera".

## Storia
La Regione Basilicata ha istituito il parco della Murgia Materana nel 1990 con l'obiettivo di tutelare, recuperare e valorizzare il comprensorio della Murgia Materana, interessato dalle presenze di archeologia preistorica e storica, e di salvaguardare e valorizzare l'habitat rupestre ed il patrimonio delle chiese rupestri ricadenti nel territorio dei comuni di Matera e Montescaglioso.
L'ente di gestione del parco è stato istituito con legge regionale il 7 gennaio 1998 con sede a Matera.

## Territorio
Il parco è situato all'estremità orientale della Basilicata, vicino al confine con la Puglia.
Nel suo territorio vi è la Gravina di Matera, profondo solco calcareo sul fondo del quale scorre l'omonimo torrente che, dopo aver costeggiato i Sassi di Matera e sfiorato l'abitato di Montescaglioso (in localita Parco dei Monaci a nord dell'abitato) e aver attraversato parte del territorio pugliese di Ginosa sfocia nel fiume Bradano dopo circa una ventina di chilometri in territorio lucano.
È compreso tutto il territorio della Murgia Materana, contigua a quella Pugliese, un altipiano calcareo ricoperto della tipica vegetazione mediterranea.

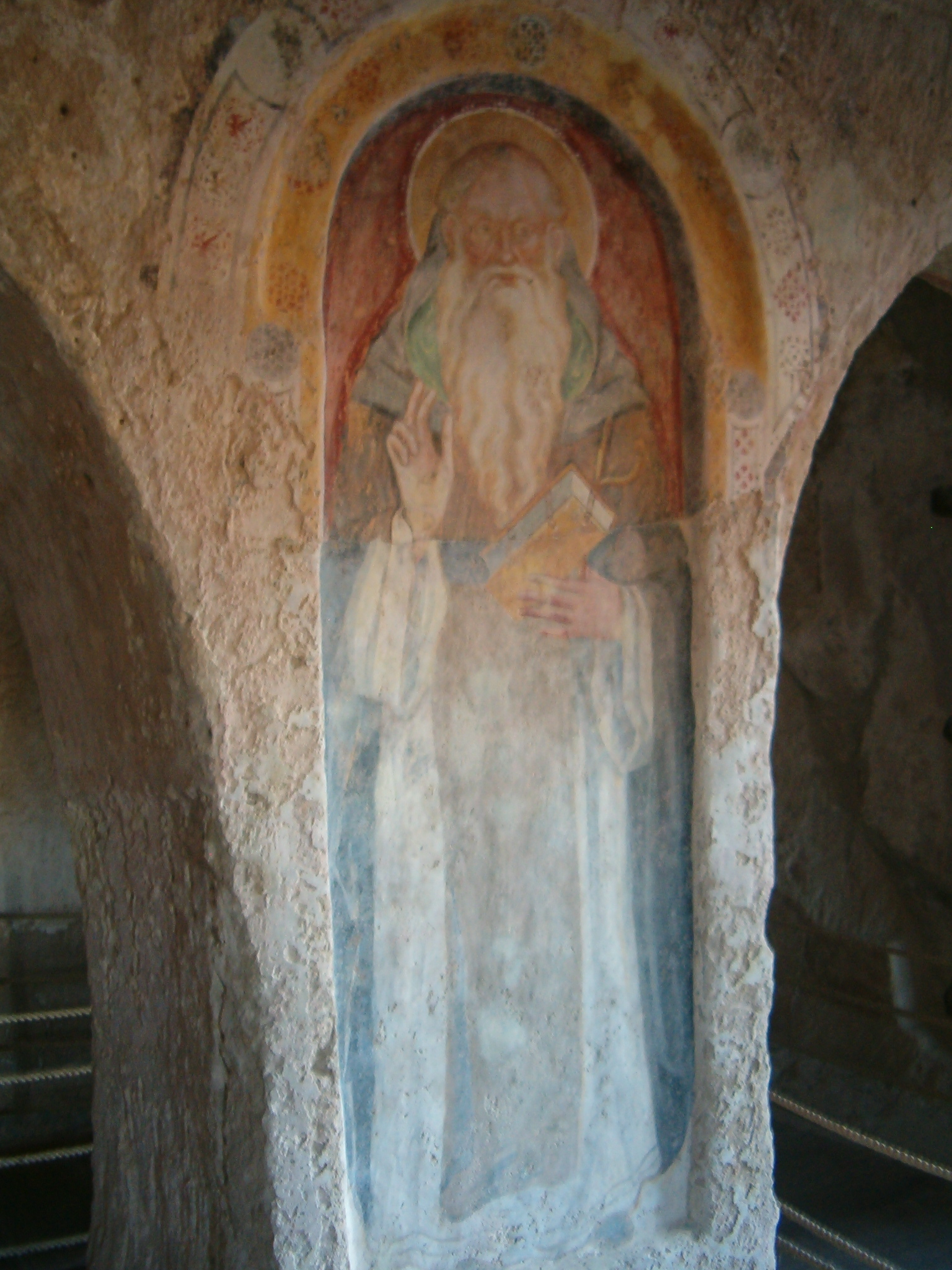
Matera - Chiesa rupestre Convicinio di S. Antonio - Affresco

 Tale area, abitata fin dalla preistoria, conserva ancora stazionamenti risalenti al Paleolitico, come la grotta dei pipistrelli, ed al Neolitico, come i numerosi villaggi trincerati. Molte testimonianze dell'epoca preistorica sono conservate nel Museo archeologico nazionale Domenico Ridola di Matera.
Una delle caratteristiche più importanti del territorio del parco è la presenza di circa 150 chiese rupestri disseminate lungo la Murgia e le Gravine. Sin dall'alto Medioevo si registra in tutta l'area la presenza di comunità monastiche sia benedettine che bizantine. I numerosissimi luoghi di culto, spesso impreziositi da affreschi ed incisioni, sono la testimonianza più spettacolare dell'insediamento rupestre. Le Chiese sono ad aula unica oppure a due o tre navate; a volte terminano in absidi spesso preceduti da transetti. In alcuni casi si notano cupole realizzate mediante uno scavo lenticolare.
Infine la vocazione agricola di tutto il territorio è testimoniata dalla presenza di numerose masserie, molte delle quali fortificate.
Prodotti agroalimentari tipici sono, tra gli altri, il pane di Matera IGP, i vini Matera DOC, e l'olio del parco delle Chiese rupestri, tutelato dalla certificazione volontaria di prodotto. Inoltre sono presenti altri prodotti tipici di notevole qualità (salumi,formaggi caserecci) e la massiccia presenza di agriturismi nella zona.

## Flora
Nel parco sono comprese 923 specie, tra le quali circa un centinaio sono rare e rarissime, 61 quelle di nuova segnalazione per la flora lucana ed infine 36 sono le specie endemiche e subendemiche.
Sono diffuse diverse specie erbacee che danno luogo a forme di vegetazione a gariga, tra cui il timo arbustivo (Thymus capitatus), il timo spinosetto (Thymus spinulosus), la salvia argentea (Salvia argentea), e neofite quali lo zafferano di Thomas (Crocus thomasii), il cipollaccio della Basilicata (Gagea chrysantha), l'aglio moscato (Allium moschatum) e l'asfodelo mediterraneo (Asphodelus microcarpus).
Tra la flora rupestre troviamo tra gli altri il Kummel di Grecia (Carum multiflorum), la campanula pugliese (Campanula versicolor) ed il fiordaliso garganico (Centaurea subtilis).
Le specie di alberi più diffuse nell'area sono il fragno (Quercus trojana), il leccio (Quercus ilex) e la roverella (Quercus pubescens). È presente anche la quercia vallonea (Quercus ithaburensis macrolepis) ed il parco rappresenta l'unica stazione in Basilicata e il punto più ad ovest del suo areale di distribuzione.
Infine vi sono molte specie di arbusti di macchia mediterranea tra cui il lentisco (Pistacia lentiscus), il terebinto (Pistacia terebinthus), la fillirea (Phillyrea angustifolia), il ginepro rosso (Juniperus oxycedrus) e l'olivastro (Olea oleaster).

## Fauna

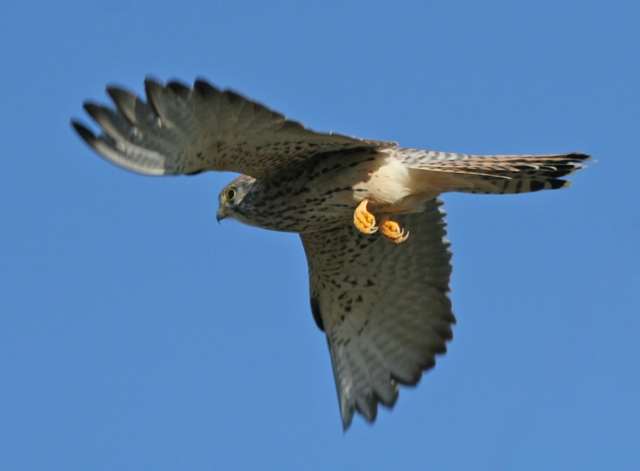
Il grillaio

Simbolo del parco è il falco grillaio (Falco naumanni), chiamato in dialetto u strjscìgnl, piccolo rapace presente in colonie numerose in tutto il territorio materano, che spesso nidifica sui tetti dei Sassi di Matera. Altri rapaci presenti nell'area sono il capovaccaio, che è il più piccolo avvoltoio europeo, la poiana ed il nibbio reale.
Riguardo alla fauna terrestre, è possibile incontrare tra i sentieri o nascosti nella macchia mediterranea esemplari di istrice, volpi, faine, tassi, ricci, tartarughe, cinghiali, lepri, avvistati anche lupi.
Tra i rettili troviamo il biacco, il cervone, la vipera comune e qualche esemplare di colubro leopardino.
Infine, lungo la vegetazione che costeggia i corsi d'acqua delle Gravine, è possibile ascoltare il canto dell'usignolo di fiume e dello scricciolo.

## Uffici e strutture ricettive
- Ente Parco Archeologico Storico Naturale delle Chiese Rupestri del Materano - sede a Matera, in via Sette Dolori, 10 (Rioni Sassi)
- centro visita e centro di educazione ambientale di Jazzo Gattini e Masseria Radogna - Murgia Timone - Matera.
- centro visita di Montescaglioso - presso l'abbazia benedettina di San Michele Arcangelo.
- centro educazione ambientale di Montescaglioso – presso il monastero della SS. Concezione.